# Gonia kolomyetzi
Gonia kolomyetzi là một loài ruồi trong họ Tachinidae.